# Wonfurt
Wonfurt là một đô thị ở Haßberge bang Bavaria thuộc nước Đức.